# Metagonia delicata
Metagonia delicata là một loài nhện trong họ Pholcidae. Loài này komt voor van México đến Panama.